# Milton George Urner
Milton George Urner (ur. 29 lipca 1839, zm. 9 lutego 1926 we Frederick, Maryland) – amerykański polityk związany z Partią Republikańską. W latach 1879–1883 był przedstawicielem szóstego okręgu wyborczego w stanie Maryland w Izbie Reprezentantów Stanów Zjednoczonych.